# Taiji Nishitani
Taiji Nishitani, nascido a 1 de fevereiro de 1981 em Hiroshima, é um ciclista japonês membro da equipa Aisan Racing. A 23 de outubro de 2014 anunciou a sua retirada do ciclismo depois de dez temporadas como profissional e com 33 anos de idade.

## Palmarés
| 2003 - 2 etapas do Tour de Hokkaido 2004 - 3 etapas do Tour de Hokkaido 2006 - Tour de Hokkaido, mais 1 etapa 2007 - 1 etapa do Tour de Hokkaido - 2 etapas do Tour do Mar da China Meridional - 2º no Campeonato do Japão Contrarrelógio 2008 - 1 etapa do Tour do Leste de Java - 1 etapa do Tour de Hokkaido - 2º no Campeonato do Japão Contrarrelógio 2009 - Campeonato do Japão em Estrada - 1 etapa da Jelajah Malaysia - 1 etapa do Tour de Singkarak - 3º no Campeonato do Japão Contrarrelógio | 2010 - 1 etapa do Tour de Langkawi - 1 etapa do Tour de Hokkaido 2011 - 1 etapa do Tour de Taiwan - 1 etapa do Tour de Kumano 2012 - 1 etapa do Tour de Japão - 1 etapa do Tour da China I - 3º no Campeonato Asiático em estrada - 3º no Campeonato do Japão Contrarrelógio 2013 - 2 etapas do Tour de Japão 2014 - 1 etapa do Tour de Tailândia |